# Șolohove, Nikopol
Șolohove (în ucraineană Шолохове) este localitatea de reședință a comunei Șolohove din raionul Nikopol, regiunea Dnipropetrovsk, Ucraina.

## Demografie
Componența lingvistică a localității Șolohove
     Ucraineană (93,53%)
     Rusă (6,19%)
     Alte limbi (0,21%)
Conform recensământului din 2001, majoritatea populației localității Șolohove era vorbitoare de ucraineană (93,53%), existând în minoritate și vorbitori de rusă (6,19%).